# Adolf Odkolek von Újezd

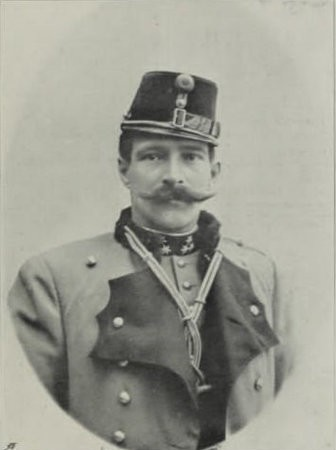
Adolf Odkolek von Újezd

Adolf Freiherr Odkolek von Újezd (bzw., eingedeutscht, Adolf Freiherr Odkolek von Augezd) (* 1. Dezember 1854 in Prag; † 1. Jänner 1917 in Stockerau) war ein böhmisch-österreichischer Waffentechniker und k.u.k. Offizier.

## Leben
Adolf Odkolek von Újezd trat 1873 als Einjährig-Freiwilliger beim Ulanenregiment 6 ein und wurde 1874 aktiver Kadett. 1880 avancierte er zum Oberleutnant, war ab 1882 beinahe ständig gegen Karenz der Gebühren oder mit Wartegebühr beurlaubt, trat 1896 als Rittmeister II. Klasse beim Ulanenregiment 11 in den Ruhestand.
Er erfand, noch vor Eintritt in die Pension, den Gasdrucklader, ein Gewehr, eine Kanone oder eine Pistole, welche sich durch den Gasdruck eines abgefeuerten Schusses lädt. Hierbei wird über eine Bohrung im Lauf ein Teil der expandierenden Treibgase beim Schuss abgezweigt, um eine neue Patrone nachzuladen und den Verschluss zu spannen. Odkolek von Újezd’s Erfindungen gingen u. a. in die Konstruktion von Maschinengewehren, Maschinenpistolen und Maschinenkanonen ein: Alle durch Gasdruck betätigten Maschinengewehre mit angebohrtem Lauf und Gaskolben gehen letztlich auf Odkoleks Erfindung zurück. In diesem Zusammenhang sind insbesondere das Hotchkiss M1909 und das Hotchkiss M1914 zu nennen. Darüber hinaus war in seinen Konstruktionszeichnungen zur Patentschrift der Lauf des Schnellfeuergeschützes bereits mit Rippen für eine Luftkühlung dargestellt, eine Entwicklung, die schließlich alle wassergekühlten Systeme ablösen sollte.
Auch hat sich Odkolek von Újezd um die Vervollkommnung der Flugtechnik, namentlich um jene des Fallschirmes, große Verdienste erworben. Er hat sich in dieser Hinsicht auf dem Flugfelde in Aspern und auch in Baden betätigt, wo er vor Ausbruch des Krieges einen Versuch mit einer Puppe und einem Fallschirm auf der Ruine Rauhenstein anstellte.
Bei Kriegsbeginn 1914 wurde Odkolek, selbst einen Fronteinsatz suchend, als Instruktor in der Kavallerie-Reserveoffiziers-Schule in Holitsch (Mähren) reaktiviert, um 1915/1916 beim Techn. Militär-Komitee an der Erprobung des von ihm konstruierten – und in der Folge als kriegsunbrauchbar erkannten – Minenwerfers mitzuwirken; 1916 erfolgte, bei weiterer Verwendung als Instruktor, die Ernennung zum Major der Reserve.
Am 5. Januar 1917 wurde Adolf Freiherr Odkolek von Újezd in Anwesenheit seiner Schwestern Frieda Heinrich Edle von O’Morovicza, Ottilie und Felizie Freiinnen Odkolek von Augezd sowie Bohumilla Czapeck in der Familiengruft
des Friedhofs St. Helena, Baden bei Wien, beigesetzt.